# Francesco Caffi
Francesco Caffi (Venezia, 14 giugno 1778 – Padova, 24 gennaio 1874) è stato un musicologo, magistrato e scrittore italiano.

## Biografia
Caffi studiò legge a Venezia e si dedicò agli studi musicologici, iniziando a comporre melodrammi e cantate. Nel 1811 fondò l'Istituto filarmonico, la cui attività cessò cinque anni più tardi. Nel 1827 fu trasferito alla Corte d'appello di Milano e nel 1840 a Rovigo fu nominato presidente del tribunale provinciale. Nel 1851, conclusa la carriera di magistrato, si ritirò a Padova, dove continuò a dedicarsi ai suoi interessi musicali.
Caffi fu socio di alcune accademie culturali e musicali a Venezia, Castelfranco Veneto e Bassano del Grappa e fu presidente dell'Accademia dei Concordi di Rovigo.
Oltre alle opere di carattere giuridico, letterario e storico, Caffi scrisse varie opere di argomento musicologico, tra le quali sono da segnalare le molte biografie di musicisti della scuola veneziana ed in special modo la Storia della musica sacra nella già Cappella Ducale di S. Marco in Venezia (1854).